# Самоански език
Самоанският език е австронезийски език, говорен от около 430 000 души в Самоа и Американска Самоа.